# Польсько-українська господарча палата
Польсько-українська господарча палата (пол. Polsko-Ukraińska Izba Gospodarcza) — двостороння польсько-українська торгово-промислова палата зі штаб-квартирою у Варшаві та 21 представництвом в Україні і Польщі.
Заснована у 1992 році.
Об'єднує понад 500 українських та польських компаній.
Видає власне періодичне видання — журнал «eDIALOG».

## Структура
Двосторонню діяльність організації забезпечують 2 бізнес-центри:
- Polish Business Center — представляє інтереси польських компаній на території України[6]
- Ukrainian Business Center — надає консультації та супровід українським компаніям, які хочуть вийти на ринок ЄС[7].

У Кракові діє «UKRCentrum», завданням якого є згуртування українства закордоном та надання взаємодопомоги.
До структури палати входить 15 комітетів, які визначають напрямки її діяльності:
- Комітет з питань будівництва
- Комітет з питань енергетики
- Комітет з питань фінансів
- Комітет з питань комунального господарства
- Комітет з питань HoReCa
- Комітет з питань IPO
- Комітет з питань IT
- Комітет з юридичних питань
- Комітет з питань публічних закупівель
- Комітет з питань сільського господарства
- Комітет з питань ринку праці, міграції та демографії
- Комітет з питань TSL
- Комітет з питань співпраці в оборонно-промисловому комплексі
- Комітет з питань співпраці в органах місцевого самоврядування
- Комітет з питань охорони здоров’я[9].